# Marvin René
Marvin René (* 11. April 1995 in Cayenne, Französisch-Guyana) ist ein französischer Leichtathlet, der sich auf den Sprint spezialisiert hat.

## Sportliche Laufbahn
Erste internationale Erfahrungen sammelte Marvin René bei den CARIFTA-Games 2011 in Montego Bay, bei denen er im 100-Meter-Lauf mit 11,24 s in der ersten Runde ausschied und auch über 200 Meter mit 22,37 s nicht über den Vorlauf hinauskam. Auch im Jahr darauf schied er bei den CARIFTA-Games in Hamilton mit 11,01 s bzw. 22,24 s in der Vorrunde aus. 2013 erreichte er bei den Junioreneuropameisterschaften in Rieti das Halbfinale über 100 Meter und schied dort mit 10,75 s aus und belegte mit der französischen 4-mal-100-Meter-Staffel in 40,07 s den vierten Platz. Im Jahr darauf schied er bei den U23-Europameisterschaften in Tallinn mit 10,50 s sowie mit 21,44 s im 200-Meter-Lauf jeweils im Halbfinale aus und 2016 gewann er bei den U23-Mittelmeermeisterschaften in Tunis in 10,35 s die Silbermedaille über 100 Meter hinter seinem Landsmann Stuart Dutamby. Zudem siegte er dort in 39,12 s im Staffelbewerb. Anschließend gewann er bei den Europameisterschaften in Amsterdam in 38,38 s gemeinsam mit Stuart Dutamby, Méba-Mickaël Zézé und Jimmy Vicaut die Silbermedaille hinter dem Team aus dem Vereinigten Königreich. Daraufhin startete er mit der Staffel bei den Olympischen Spielen in Rio de Janeiro und verpasste dort mit 38,35 s den Finaleinzug.
2017 erreichte er bei den Halleneuropameisterschaften in Belgrad das Halbfinale im 60-Meter-Lauf und schied dort mit 6,70 s, ehe er bei den World Relays auf den Bahamas in 39,83 s den fünften Platz in der 4-mal-100-Meter-Staffel belegte. Daraufhin wurde er bei den U23-Europameisterschaften in Bydgoszcz in 10,44 s Achter über 100 Meter und belegte mit der Staffel in 39,86 s Rang vier. Im Jahr darauf scheiterte er bei den Europameisterschaften in Berlin mit 10,47 s im Vorlauf über 100 Meter und wurde mit der Staffel in 38,51 s Vierter. 2019 schied er bei den Halleneuropameisterschaften in Glasgow mit 6,71 s im Halbfinale über 60 Meter aus und wurde anschließend bei den World Relays in Yokohama in der 4-mal-200-Meter-Staffel disqualifiziert. Bei den World Athletics Relays 2021 im polnischen Chorzów schied er mit 39,08 s im Vorlauf in der 4-mal-100-Meter-Staffel aus.
2018 wurde René französischer Meister im 100-Meter-Lauf und in den Jahren von 2018 bis 2020 wurde er Hallenmeister über 60 Meter.

## Persönliche Bestzeiten
- 100 Meter: 10,16 s (+0,9 m/s), 6. Juli 2018 in Albi
  - 60 Meter (Halle): 6,62 s, 11. Februar 2018 in Metz
- 200 Meter: 20,59 s (+0,3 m/s), 25. April 2015 in Kourou
  - 200 Meter (Halle): 21,26 s,  22. Februar 2015 in Aubière